# Frigiliana
Frigiliana – gmina w Hiszpanii, w prowincji Malaga, w Andaluzji, o powierzchni 40,51 km². W 2011 roku gmina liczyła 3360 mieszkańców.